# Marquesado de Águilas
El marquesado de Águilas es un título nobiliario español creado por el rey Juan Carlos I de España el 30 de diciembre de 1991 (Boletín Oficial de 30 de diciembre de 1991, efectivado el 17 de diciembre de 1992) mediante el real decreto 1859/1991, a favor de Alfonso Escámez y López, por entonces presidente del Banco Central.

## Denominación
Su nombre se refiere al municipio de Águilas, en la región de Murcia, lugar de nacimiento del I marqués.

## Armas
De merced nueva.

## Marqueses de Águilas
|                            | Titular                    | Periodo                    |                            |
| Creación por Juan Carlos I | Creación por Juan Carlos I | Creación por Juan Carlos I | Creación por Juan Carlos I |
| -------------------------- | -------------------------- | -------------------------- | -------------------------- |
| I                          | Alfonso Escámez y López    | 1991-2010                  |                            |
| II                         | Alfonso Escámez y Torres   | 2010-actual titular        |                            |

## Historia de los marqueses de Águilas
- Alfonso Escámez y López (1 de enero de 1916-Madrid, 6 de mayo de 2010), I marqués de Águilas (1991-2010).[1]

1. Contrajo matrimonio en 1947 con Aurelia Torres y Pomata (m. Águilas, 30 de agosto de 1997).[3] Le sucedió su sobrino.[4]

- Alfonso Escámez y Torres, II marqués de Águilas (2010-actual titular).[5]